# Giovanni Rinucci
Giovanni Rinucci (Florença, 22 de julho de 1743 - Roma, 28 de dezembro de 1801) foi um cardeal do século XVIII e XIX

## Nascimento
Nasceu em Florença em 22 de julho de 1743. De família nobre. Caçula dos quatro filhos do Marquês Folco Rinuccini e Maria Camilla Aldobrandini, de família senatorial. Os outros irmãos eram Carlo (embaixador na Espanha), Alessandro ( maggiordomo maggiore do rei da Etrúria) e Vittoria.

## Educação
Recebeu o prêmio "educazione civile e scientifica conveniente al suo grado" .

## Início da vida
Entrou na prelazia romana. Protonotário apostólico, abril de 1763; mais tarde, reitor de sua faculdade; como tal, assumiu interinamente as funções de secretário da SC da Propaganda Fide de setembro a novembro de 1770; da prefeitura de estudos do Collegio Romano durante o conclave de outubro de 1774 a fevereiro de 1775. Referendário dos Tribunais da Assinatura Apostólica da Justiça e da Graça, 9 de junho de 1763. Vice-legado em Bolonha, julho de 1763. Relator da SC da Sagrada Consulta , outubro de 1766; tomou posse, janeiro de 1767. Clérigo da Câmara Apostólica e presidente della Grascia , dezembro de 1780. Governador de Roma e vice-camerlengo da Santa Igreja Romana, de 7 de abril de 1789 até 21 de fevereiro de 1794.

## Ordens sagradas
(Nenhuma informação encontrada).

## Cardinalado
Criado cardeal diácono no consistório de 21 de fevereiro de 1794; recebeu o chapéu vermelho em 27 de fevereiro de 1794; e a diaconia de S. Giorgio em Velabro, 12 de setembro de 1794. Atribuído à SS. CC. de Propaganda Fide, Ritos, Consulta Sagrada , Imunidade Eclesiástica, Avignon e Loreto. Protetor da Congregação dos monges de Vallombrosa; do Hospital de S. Gallicano; do Conservatório da Divina Providência; da Universidade de Padroni Cappellari ; e da Universidade de Macellari . Recebeu o subdiaconato em 14 de dezembro de 1794; e o diaconato em 21 de dezembro de 1794. No ano seguinte à invasão francesa de Roma, ele foi forçado a deixar a cidade com outros cardeais. Participou do conclave de 1799-1800, celebrada em Veneza, que elegeu o Papa Pio VII. Prefeito da Economia de SC para a Propagação da Fé, janeiro de 1801. Visitador apostólico da Casa de Loreto e seu hospital. Protetor da Ordem dos Servos de Maria; da Confraria e Hospício SSma Trinità dei Pellegrini ; e da Confraria de S. Giuseppe di Palombara, em S. Sabina. Abade commendatario de S. Giovanni dell'Eremo, Perugia.

## Morte
Morreu em Roma em Domingo, 28 de dezembro de 1801, de uma apoplexia, perto das 19 horas, em Roma. Exposta na igreja de S. Marcello, Roma; onde se realizou o solene funeral, na presença do Papa Pio VII, e celebrado pelo Cardeal Diego Innico Caracciolo, camerlengo do Sagrado Colégio dos Cardeais; ele foi provisoriamente enterrado naquela igreja. Mais tarde, em julho de 1802, seus restos mortais foram transferidos em particular para a igreja de S. Giovanni dei Fiorentini, em Roma, e enterrados no túmulo de sua família.